# Уайт, Фрэнсис Бьюкенен
Фрэнсис Бьюкенен Уайт (англ. Francis Buchanan White; 20 марта 1842, Перт, Шотландия — 3 декабря 1894, там же) — британский энтомолог и ботаник.
Окончил Эдинбургский университет (1864), защитив диссертацию, посвящённую чертам сходства между насекомыми и растениями. Совершив в завершение своего образования путешествие по континентальной Европе, вернулся в Перт и провёл в родном городе всю жизнь. В 1867 г. он выступил одним из учредителей и первым президентом Пертширского общества естественной истории, в 1871 г. основал журнал Scottish Naturalist Magazine. Был инициатором создания союза натуралистических обществ восточной Шотландии. Член Королевского энтомологического общества (1868) и Линнеевского общества (1873).
Основные труды Уайта посвящены описанию насекомых и растений Пертшира, прежде всего — чешуекрылых (монография Fauna Perthensis, Lepidoptera, 1871). Над книгой «Флора Пертшира» (англ. The Flora of Perthshire) он работал до конца жизни, и она вышла посмертно в 1898 году. Однако наибольшую известность получила работа Уайта по систематике морских клопов-водомерок рода Halobates, написанная на основе материалов, собранных экспедицией «Челленджера», и опубликованная в 1883 году в очередном выпуске отчётов экспедиции.